# Kakao owsiane
Kakao owsiane – produkt spożywczy w postaci proszku, którego głównym składnikiem jest prażona mączka owsiana (Farinae Avenae tostae) z dodatkiem odtłuszczonego, mielonego kakao (Pulveris Cacao exoleati). Aby otrzymać napój z kakao owsianego, należy porcję proszku (z ewentualnym dodatkiem cukru) rozprowadzić w niewielkiej ilości zimnego mleka, wlać do pożądanej ilości wrzącego mleka i gotować przez chwilę.
Mączkę owsianą można w łatwy sposób uprażyć w warunkach domowych, w piekarniku. W okresie międzywojennym kakao owsiane wytwarzane było m.in. przez firmę E. Wedel. 
Kakao owsiane jest bogate w składniki odżywcze. Jeszcze przed I wojną światową polecane było nerwowym i niedożywionym dzieciom oraz przeciążonym pracą dorosłym (zwłaszcza kobietom) jako sposób na wzmocnienie systemu nerwowego i pomoc przy występującej niedokrwistości. W krótkim czasie różne wersje kakao owsianego o specjalnie wzbogaconym składzie trafiły na półki aptek.